# Myiothlypis cinereicollis
Myiothlypis cinereicollis é uma espécie de ave da família Parulidae.
Pode ser encontrada nos seguintes países: Colômbia e Venezuela.
Os seus habitats naturais são: regiões subtropicais ou tropicais húmidas de alta altitude e florestas secundárias altamente degradadas.
Está ameaçada por perda de habitat.